# Aeroportul Național Chios
Aeroportul Național Chios (IATA: JKH, ICAO: LGHI) este un aeroport din Chios Municipality⁠(d), Chios Regional Unit⁠(d), Egeea de Nord, Administrația descentralizată a Mării Egee⁠⁠(d), Grecia ce deservește zona Insula Chios. Aeroportul a fost tranzitat în 2022 de 244.694 de pasageri. A fost deschis în 1969 și numit după Homer.
Situat la o altitudine de 5 m, aeroportul dispune de 1 pistă. Este operat de Hellenic Civil Aviation Authority⁠(d).

## Infrastructură

### Piste
Aeroportul dispune de o singură pistă. Pista 01/19 are suprafața de asfalt și dimensiunile 1.511 m × 30 m. 